# Llista de participants al Tour de França de 1931
El Tour de França de 1931 fou disputat per 81 corredors repartits entre 6 equips nacionals, cinc amb vuit ciclistes i un amb un sol ciclista i 40 Touristes-routiers que corrien de manera independent.

## Llista de participants
| Llegenda                 | Llegenda | Llegenda              | Llegenda                                                                                         |
| ------------------------ | --- | --------------------- | ------------------------------------------------------------------------------------------------ |
| #                        | Dorsal de sortida que du el ciclista al Tour                                                                | Pos.                  | Posició final a la classificació general                                                         |
| Mallot groc              | Vencedor de la classificació general                                                                        | Mallot de la muntanya | Vencedor de la classificació de la muntanya                                                      |
| Mallot verd              | Vencedor de la classificació per punts                                                                      | Mallot blanc          | Vencedor de la classificació dels joves                                                          |
| classificació per equips | Vencedor de la classificació per equips                                                                     | Combativitat          | Vencedor de la combativitat                                                                      |
| NP                       | Indica un ciclista que no ha pres la sortida en una etapa, seguit del número de l'etapa en què s'ha retirat | AB                    | Indica un ciclista que no ha finalitzat una etapa, seguit del número d'etapa en què s'ha retirat |
| HD                       | Indica un ciclista que ha finalitzat una etapa fora de control, seguit del número d'etapa                   | EX                    | Corredor exclòs per no respectar el reglament                                                    |
| *                        | Indica un corredor que lluita pel mallot blanc                                                              |                       |                                                                                                  |

| Bèlgica | Bèlgica                  | Bèlgica |
| ------- | ------------------------ | ------- |
| Num     | Ciclista                 | Pos     |
| 1.      | Alfred Hamerlinck        | Ab-12   |
| 2.      | Gaston Rebry             | 4       |
| 3.      | Romain Gijssels          | NP-16   |
| 4.      | Jef Demuysere            | 2       |
| 5.      | Julien Vervaecke         | 6       |
| 6.      | Alfons Schepers          | 18      |
| 7.      | Bernard van Rysselberghe | Ab-12   |
| 8.      | Maurice de Waele         | 5       |

| Itàlia | Itàlia            | Itàlia |
| ------ | ----------------- | ------ |
| Num    | Ciclista          | Pos    |
| 9.     | Luigi Giacobbe    | Ab-10  |
| 10.    | Raffaele di Paco  | 17     |
| 11.    | Fabio Battesini   | 30     |
| 12.    | Francesco Camusso | NP-10  |
| 13.    | Eugenio Gestri    | Ab-20  |
| 14.    | Felice Gremo      | Ab-22  |
| 15.    | Michele Orecchia  | 25     |
| 16.    | Antonio Pesenti   | 3      |

| Austràlia / Suïssa | Austràlia / Suïssa | Austràlia / Suïssa |
| ------------------ | ------------------ | ------------------ |
| Num                | Ciclista           | Pos                |
| 17.                | Hubert Opperman    | 12                 |
| 18.                | Richard Lamb       | 35                 |
| 19.                | Ossie Nicholson    | EX-4               |
| 20.                | Frankie Thomas     | EX-3               |
| 21.                | Jules Gillard      | Ab-2               |
| 22.                | Roger Pipoz        | 21                 |
| 23.                | Georges Antenen    | HC-14              |
| 24.                | Albert Büchi       | 9                  |

| Alemanya | Alemanya          | Alemanya |
| -------- | ----------------- | -------- |
| Num      | Ciclista          | Pos      |
| 25.      | Oskar Thierbach   | 11       |
| 26.      | Alfred Siegel     | 23       |
| 27.      | Erich Metze       | 8        |
| 28.      | Ludwig Geyer      | 19       |
| 29.      | Kurt Stöpel       | 16       |
| 30.      | Hermann Buse      | 22       |
| 31.      | Herbert Sieronski | 20       |
| 32.      | Karl Altenburger  | Ab-2     |

| França | França            | França |
| ------ | ----------------- | ------ |
| Num    | Ciclista          | Pos    |
| 33.    | Antonin Magne     | 1      |
| 34.    | Benoît Faure      | 13     |
| 35.    | André Leducq      | 10     |
| 36.    | Jean Maréchal     | 32     |
| 37.    | Charles Pélissier | 14     |
| 38.    | Joseph Mauclair   | 27     |
| 39.    | Léon Le Calvez    | HC-14  |
| 40.    | Louis Peglion     | 7      |

| Espanya | Espanya          | Espanya |
| ------- | ---------------- | ------- |
| Num     | Ciclista         | Pos     |
| 41.     | Francisco Cepeda | Ab-20   |

| Touristes-routiers | Touristes-routiers       | Touristes-routiers |
| ------------------ | ------------------------ | ------------------ |
| Num                | Ciclista                 | Pos                |
| 101.               | Julius Goedhuys          | 33                 |
| 102.               | Achiel Viaene            | Ab-17              |
| 103.               | Gérard Loncke            | Ab-12              |
| 104.               | August van Tricht        | Ab-14              |
| 105.               | Robert van Grootenbruele | Ab-23              |
| 106.               | Jean Naert               | Ab-9               |
| 107.               | Georges Laloup           | NP-6               |
| 108.               | Giuseppe Pancera         | Ab-23              |
| 109.               | Alessandro Catalini      | Ab-23              |
| 110.               | Amulio Viarengo          | Ab-12              |

| Touristes-routiers | Touristes-routiers | Touristes-routiers |
| ------------------ | ------------------ | ------------------ |
| Num                | Ciclista           | Pos                |
| 111.               | Aristide Cavallini | Ab-2               |
| 112.               | Pietro Mori        | NP-3               |
| 113.               | Pierino Ferioli    | EX-2               |
| 114.               | Salvador Cardona   | NP-6               |
| 115.               | Max Bulla          | 15                 |
| 116.               | Erich Ussat        | EX-16              |
| 117.               | Kurt Nitzschke     | Ab-14              |
| 118.               | Karl Olböter       | Ab-17              |
| 119.               | Lucien Laval       | EX-2               |
| 120.               | René Bernard       | Ab-24              |

| Touristes-routiers | Touristes-routiers | Touristes-routiers |
| ------------------ | ------------------ | ------------------ |
| Num                | Ciclista           | Pos                |
| 121.               | Jean Bidot         | Ab-12              |
| 122.               | Louis Bajard       | 28                 |
| 123.               | Georges Berton     | Ab-17              |
| 124.               | Francis Bouillet   | Ab-12              |
| 125.               | Robert Brugère     | Ab-24              |
| 126.               | Adrien Buttafocchi | Ab-23              |
| 127.               | Fernand Fayolle    | 29                 |
| 128.               | François Favé      | Ab-10              |
| 129.               | André Godinat      | Ab-12              |
| 130.               | Marius Guiramand   | 24                 |

| Touristes-routiers | Touristes-routiers | Touristes-routiers |
| ------------------ | ------------------ | ------------------ |
| Num                | Ciclista           | Pos                |
| 131.               | Gabriel Hargues    | EX-2               |
| 132.               | François Henri     | 34                 |
| 133.               | Joseph Fontenay    | EX-3               |
| 134.               | Fernand Fayolle    | Ab-3               |
| 135.               | François Moreels   | Ab-12              |
| 136.               | Julien Perrain     | Ab-5               |
| 137.               | Jean Riondet       | EX-6               |
| 138.               | Fernand Robache    | EX-2               |
| 139.               | André van Vierst   | 26                 |
| 140.               | Lazare Venot       | 31                 |